# House of Delegates of Palau
Das House of Delegates of Palau (Delegiertenversammlung von Palau) ist das Unterhaus des Olbiil Era Kelulau (National Congress von Palau), der Legislative von Palau im Zweikammersystem. Der Senate of Palau ist das Oberhaus. Das House of Delegates hat 16 Mitglieder, jedes davon wird auf vier Jahre in Einzel-Sitz-Wahlkreisen gewählt. Jeder Staat (Verwaltungseinheit) repräsentiert einen Wahlkreis. Es gibt keine politischen Parteien. Die jüngsten Wahlen fanden am 5. November 2024 statt.

## Geschichte 1955–1980
Der High Commissioner of the Trust Territory of the Pacific Islands begründete die Legislative von Palau, Olbiil era Kelulau, im Januar 1955 durch den Erlass einer Charter (Satzung). Das Parlament setzt sich aus 28 Mitgliedern zusammen, welche alle vier Jahre gewählt werden. Der Presiding Officer (Vorsitzende) wurde ursprünglich als Bedul Olbiil bezeichnet. Die Mitglieder der Legislative waren organisiert in Liberale und Progressive Partei.
| Speaker               | Amtsantritt   | Amtszeitende  | Anmerkungen       |
| --------------------- | ------------- | ------------- | ----------------- |
| Roman Tmetuchl        | 1956          | 1957 – ?      | [ 6 ] [ 7 ]       |
| Takeo Yano            | ? – 1959      | 1959 – ?      | [ 7 ]             |
| Jonathan Emul         | ? – 1960      | 1960 – ?      | [ 7 ]             |
| Thomas Remengesau Sr. | ? – 1961      | 1961 – ?      | [ 7 ]             |
| David Ramarui         | ? – 1962      | 1962 – ?      | [ 7 ]             |
| Toribiong Uchel       | ? – 1963      | 1965          | Im Amt verstorben |
| Jacob Sawaichi        | 1965          | 1966          | [ 3 ]             |
| Itelbang Luii         | 1966          | Oktober 1975  | [ 3 ] [ 8 ]       |
| Sadang Silmai         | Oktober 1975  | Dezember 1979 | [ 9 ] [ 10 ]      |
| Tosiwo Nakamura       | Dezember 1979 | November 1980 | [ 11 ] [ 10 ]     |

## Sprecher des House of Delegates
| Name                | Amtsantritt     | Amtszeitende  | Anmerkungen   |
| ------------------- | --------------- | ------------- | ------------- |
| Carlos Salii        | Januar 1981     | Juli 1985     | [ 13 ] [ 14 ] |
| Santos Olikong      | Juli 1985       | November 1988 | [ 13 ]        |
| Shiro Kyota         | Januar 1989     | November 1992 | [ 15 ]        |
| Surangel S. Whipps  | 28. Januar 1993 | November 1996 | [ 15 ]        |
| Ignacio Anastacio   | Januar 1997     | November 2000 |               |
| Mario S. Gulibert   | Januar 2001     | April 2004    | [ 16 ]        |
| Antonio Bells       | April 2004      | November 2004 |               |
| Augustine Mesebeluu | Januar 2005     | April 2007    |               |
| Antonio Bells       | April 2007      | November 2008 |               |
| Noah Idechong       | 15. Januar 2009 | November 2012 | [ 17 ]        |
| Sabino Anastacio    | Januar 2013     |               |               |